# Anillo Lambda Orionis
El anillo molecular Lambda Orionis es una nebulosa que rodea la estrella Meissa, en la cabeza de la constelación de Orión. Esta nebulosa contiene numerosos cúmulos estelares jóvenes, como Collinder 69, con el cual Meissa está asociada; también contiene estrellas en formación. El anillo, además, es notable por su formación estelar.

## Origen
Se cree que esta nebulosa fue creada por la estrella Meissa, pero el problema con este modelo es que Meissa es una estrella joven, muy caliente y masiva, pero también se cree que es el remanente de la formación de Meissa. Meissa se formó fuera de las nubes moleculares que los astrónomos han encontrado en Orión. De hecho, las moléculas fuera del anillo probablemente son los restos de la nube de la cual Meissa se formó. La energía que vertió Meissa hacia el espacio fue suficiente para romper y dispersar la nube molecular de la que se formó la estrella.